# 6 de desembre
El 6 de desembre és el tres-cents quarantè dia de l'any del calendari gregorià i el tres-cents quaranta-unè en els anys de traspàs. Queden 25 dies per finalitzar l'any.

## Esdeveniments
Països Catalans
- 1924, Girona: Deixa de publicar-se  el setmanari El Gironès, aparegut el 1916, en una segona etapa de Lo Geronés.[1]
- 1930, Barcelona - El GATCPAC (Grup d'Arquitectes i Tècnics Catalans per al Progrés de l'Arquitectura Contemporània) es constitueix formalment, amb seu al passeig de Gràcia núm. 99.
- 1932, Barcelona - S'hi constitueix el Parlament de Catalunya: Lluís Companys n'és elegit president.
- 1958, Barcelona - Debuta al Liceu Alfredo Kraus amb Rigoletto.
- 1961, Barcelona - S'hi publica el primer número de la revista Cavall Fort.[2]
- 1968, Barcelona - Reapareix, en una segona etapa, la revista Patufet.
- 1977, Barcelona - S'hi constitueix el primer Consell Executiu de la Generalitat de Catalunya de després del franquisme.
- 1978, territoris d'administració espanyola - S'hi celebra el referèndum que plebiscitarà la Constitució espanyola.

Resta del món
- 1534 - Equador: fundació de l'actual ciutat de Quito (San Francisco de Quito), per Sebastián de Benalcázar.
- 1833 - Calanda (Baix Aragó): els liberals guanyen la batalla de Calanda durant la Primera Guerra Carlina.
- 1917 - Finlàndia declara la seva independència de l'Imperi Rus[3]
- 1957 - Cap Canaveral, EUA: Llançament del Vanguard TV3 –o Vanguard Test Vehicle Three–, primer intent dels Estats Units de llançar un satèl·lit artificial en una òrbita al voltant de la Terra.
- 1998 - Veneçuela: Hugo Chávez guanya per primer cop les eleccions.

## Naixements
Països Catalans
- 1814 - Reus, Baix Camp: Joan Prim i Prats, militar i polític progressista català, molt influent en la política espanyola del segle xix (m. 1870).
- 1844 - Castelló de la Plana, Plana Alta: Elena Sanz Martínez d'Arrizala, mezzosoprano valenciana, amant del rei Alfons XII.[4]
- 1879 - Sabadell: Francesc d'Assís Planas Doria, pintor català postimpressionista (m. 1955).[5]
- 1886 - Sabadell: Amadeu Aragay i Daví, polític, empresari i sindicalista català.
- 1901 - Verges, Baix Empordà: Maria Perpinyà i Sais, poeta, periodista i traductora catalana (m. 1994).[6]
- 1906 - Barcelona: Montserrat Pérez Iborra, empresària i pedagoga catalana (m. 1981).[7]
- 1907 - Sant Feliu de Llobregat: Maria Neus Miró Comas, jurista i advocada catalana.[8]
- 1945 - Barcelona: Òscar Nebreda, ninotaire satíric català.[9]
- 1968 - València: Mara Aranda, cantant valenciana de música antiga i mediterrània.[10]
- 1972 - Barcelona: Mariona Carmona i Martínez, jugadora d'hoquei sobre patins i roller derby catalana.[11]
- 1975:
  - Sabadell: Gemma Ruiz i Palà, periodista i escriptora catalana.
  - Esclanyà, Baix Empordà: Marta Vergonyós, artista visual, cineasta i activista feminista.

Resta del món
- 1685 - Torí: Maria Adelaida de Savoia, delfina de França, princesa del Piemont de la Casa de Savoia.
- 1731 - Kaufbeuren, Baviera: Sophie von La Roche, escriptora alemanya.[12]
- 1778 - Sent Liunard, Llemosí (França): Joseph-Louis Gay-Lussac, destacat químic i físic francès (m. 1850).[13]
- 1803 - Dresden (Sacre Imperi Romanogermànic): Maria Josepa Amàlia de Saxònia va ser una princesa saxona, va esdevenir reina consort d'Espanya entre 1819 i 1829, sent la tercera esposa del rei Ferran VII
- 1837 - Ingå, Finlàndia: Alexandra Frosterus-Såltin, pintora i il·lustradora sueca-finlandesa (m. 1916).[14]
- 1839 - New Rumley, Ohio (EUA): George Armstrong Custer, oficial de cavalleria dels Estats Units durant la Guerra Civil dels Estats Units i les guerres índies (m. 1876).
- 1856 - Múnic: Louise Catherine Breslau, pintora suïssa nascuda a Alemanya (m. 1927).[15]
- 1881 - Sunderland, Tyne i Wear, Anglaterra: Helen Aitchison, tennista britànica.
- 1888 - Jaitz, Navarra: Emiliana de Zubeldía, pianista i compositora navarresa, coneguda per les seves composicions avantguardistes per a diferents instruments.[16]
- 1898 - Gagnef, Dalarna (Suècia): Gunnar Myrdal, Polític i economista suec, Premi Nobel d'Economia de l'any 1974 (1987).
- 1900 - Clinton, Massachusetts, Estats Units: Agnes Moorehead, actriu estatunidenca (m. 1974).[17]
- 1904 - París, França: Ève Curie, escriptora, periodista, diplomàtica francesa.[18]
- 1911 - Xangai (Xina): Zheng Junli, actor, guionista i director de cinema xinès (m. 1969).[19]
- 1920 - Stainforth, South Yorkshire (Anglaterra): George Porter, químic anglès, Premi Nobel de Química de l'any 1967 (m. 2002).
- 1929 - Ginebra, Suïssa: Alain Tanner, director de cinema suís.
- 1933 - Czernica, Silèsia: Henryk Górecki, compositor polonès de música clàssica (m. 2010).[20]
- 1948 - Solna, Suècia: Keke Rosberg, pilot finlandès de Fórmula 1, campió del món de pilots la Temporada 1982.
- 1950 - Pakistan: Fauzia Nasreen, diplomàtica i professora pakistanesa, primera dona diplomàtica del seu país.[21]
- 1951 - Vélez-Blanco, Almeria: Càndida Martínez López, historiadora, catedràtica, experta en història de les dones i política espanyola.[22]
- 1956 - Berkeley: Peter Buck, guitarrista de R.E.M.
- 1959 - Sapporo, Japó: Satoru Iwata, dissenyador de videojocs i president de Nintendo (m. 2015).
- 1961 - Minden, Alemanya: Angelika Brandt, líder mundial en biodiversitat de les profunditats marines de l'Antàrtida.
- 1964 - Marsella: Sylvie Goulard, política francesa, ha estat Ministra de Defensa de França i eurodiputada.
- 1970 - Beirut: Joumana Haddad, escriptora, periodista, poetessa, artista i activista libanesa.[23]
- 1975 - Tasiilaqː Naaja Nathanielsen, política grenlandesa, ministra de Recursos Naturals.[24]
- 1982 - Pinto (Espanya): Alberto Contador Velasco, l'únic ciclista espanyol que ha guanyat les tres grans voltes, amb dos Tours de França, dos Giros d'Itàlia i tres Voltes a Espanya.
- 1994 - Atenes, Grècia: Iannis Adetokunbo, basquetbolista grec d'ascendència nigeriana que actualment juga a la NBA

## Necrològiques
Països Catalans
- 1936 - Barcelona: Ònia Farga i Pellicer, pianista, violinista, compositora, empresària i pedagoga catalana (n. 1878).[25]
- 1985 - Santa Coloma de Gramenet, Barcelonès: Estrella Cortichs i Vinyals, mestra republicana catalana.[26]
- 1996 - Barcelona: Maria Teresa Balcells i Llastarry, pianista i pedagoga catalana.[27]
- 1999 - Madrid: Josita Hernán, actriu, directora d'escena i professora de teatre (n. 1914).[28]
- 2008 - Alacant (Alacantí): Mikel de Epalza i Ferrer, arabista i traductor, d'origen basc.

Resta del món
- 1185 - Coïmbra (Portugal): Alfons I de Portugal, primer rei de Portugal i fundador de l'Orde Militar de Santa Maria d'Évora i suposat fundador de l'Orde Eqüestre i Militar de l'Ala de Sant Miquel.
- 1352 - Avinyó, (França): Climent VI, Papa.
- 1651 - Alkmaaar: Anna Visscher, poeta, traductora i artista neerlandesa.
- 1788 - Saint-Cloud: Nicole-Reine Lepaute, matemàtica i astrònoma francesa del segle xviii.[29]
- 1867 - Pescia (Toscana): Giovanni Pacini, compositor italià (n. 1796).[20]
- 1889 - Nova Orleans, Louisiana (EUA): Jefferson Davis, polític sudista, primer i únic president dels Estats Confederats d'Amèrica (n. 1808).[30]
- 1892 - Charlottenberg, Berlín (Alemanya): Werner von Siemens, inventor alemany (n. 1816).[31]
- 1893 - Fällanden, Suïssa: Rudolf Wolf, astrònom i matemàtic suís conegut pel seu estudi de les taques solars (n. 1816).[32]
- 1943 - Tegernsee (Alemanya): Oskar Messter, inventor i magnat del cinema alemany en els primers anys del cinema (n. 1866).[33]
- 1976 - Mercedes, Argentina: João Goulart,, conegut popularment com a "Jango", fou un polític brasiler, president del Brasil de 1961 fins a 1964 (n. 1919).[3]
- 1988 - Hendersonville, Tennessee, Estats Units: Roy Orbison, cantant i pioner del Rock & Roll (n. 1936).[34]
- 1993 - Santa Monica, Califòrnia, Estats Units: Don Ameche, actor i director estatunidenc.
- 2008 - París (França): Gérard Lauzier, dibuixant de còmics i guionista de teatre i cinema francès.
- 2012 - Kigali, Ruanda: Aloisea Inyumba, política de Ruanda, que va ser Ministra de Gènere i Promoció Familiar del país.
- 2014 - Manchester, Nou Hampshire: Ralph Baer, enginyer i inventor estatunidenc d'origen germànic, considerat el pare dels videojocs (n. 1922).
- 2017 - Marnes-la-Coquette (França): Johnny Hallyday, malnom de Jean-Philippe Smet, cantant de rock francès (n. 1943).[35]

## Festes i commemoracions
- Espanya - Dia de la Constitució.
- Finlàndia - Dia de la Independència
- Sants: Dionísia, Dativa, Emilià i companys màrtirs d'Àfrica; Emilià (metge), màrtir; Nicolau de Mira, bisbe; Gertruda d'Hamage, abadessa; Pere Pasqual, bisbe llegendari; Carme Sallés i Barangueras, monja catalana.
- Serventa de Déu: Teresa Arguyol i Fontseca, fundadora de les Clarisses de la Divina Providència.